# 25624 Кронекер
25624 Кронекер (25624 Kronecker) — астероїд головного поясу, відкритий 6 січня 2000 року.
Тіссеранів параметр щодо Юпітера — 3,233.
Названо на честь Леопольда Кронекера (1823-1891), німецького математика.